# Religioni in Papua Nuova Guinea
Il cristianesimo è la religione più diffusa in Papua Nuova Guinea. Secondo il censimento del 2011, i cristiani rappresentano il 95,6% della popolazione e sono in maggioranza protestanti; l'1,4% della popolazione segue altre religioni e il 3% della popolazione non specifica la propria affiliazione religiosa.
Il preambolo della costituzione fa riferimento alla tradizione cristiana del Paese, ma non c’è una religione di stato. La costituzione riconosce la libertà religiosa; i diritti religiosi possono essere esercitati senza violare le leggi dello stato e senza danneggiare i diritti di altre persone o gruppi. Le organizzazioni religiose devono registrarsi per potere godere di agevolazioni fiscali, ricevere fondi governativi, aprire conti in banca e possedere e gestire proprietà. Nelle scuole pubbliche, l’insegnamento della religione è lasciato all’iniziativa di ciascuna scuola: molte scuole offrono corsi sulla religione cristiana e gli studenti non cristiani possono chiedere al preside di esserne esonerati. Le organizzazioni religiose registrate possono aprire scuole private in cui organizzare liberamente corsi di religione e agli studenti che non vogliono frequentarli possono chiedere di trasferirsi in una scuola pubblica.

## Religioni presenti

### Cristianesimo
Secondo il censimento del 2011, i protestanti rappresentano il 64,3% della popolazione, i cattolici il 26% e i cristiani di altre denominazioni il 5,3% della popolazione.
Il maggior gruppo protestante del Paese è costituito dai luterani, che rappresentano il 18,4% della popolazione e sono riuniti principalmente nella Chiesa evangelica luterana di Papua Nuova Guinea; seguono gli avventisti del settimo giorno, che rappresentano il 12,9% della popolazione. I metodisti e i calvinisti sono riuniti nella Chiesa Unita di Papua Nuova Guinea, che rappresenta il 10,3% della popolazione. Consistente è anche la presenza dei pentecostali, che rappresentano il 10,4% della popolazione. In misura minore sono presenti evangelicali (riuniti nell'Alleanza evangelicale), anglicani, battisti ed Esercito della Salvezza.
La Chiesa cattolica è presente in Papua Nuova Guinea con 4 sedi metropolitane e 15 diocesi suffraganee. 
Fra i cristiani di altre denominazioni, sono presenti i Testimoni di Geova, la Chiesa di Gesù Cristo dei Santi degli Ultimi Giorni (i Mormoni) e la Chiesa di Kwato, una Chiesa locale indipendente non gerarchica fondata dal reverendo Charles Abel.

### Religioni indigene
Secondo alcune stime, le religioni indigene tradizionali continuano ad essere seguite dal 3,3% della popolazione, percentuale che non risulta ufficialmente dal censimento del 2011. Si ritiene che una parte della popolazione segua alcune pratiche e credenze animiste delle religioni tradizionali contemporaneamente al cristianesimo, realizzando una forma di sincretismo religioso. La religione tradizionale si basa sulla credenza negli spiriti e sulla loro presenza in animali, piante e oggetti inanimati e sul culto degli antenati. Un aspetto particolare della religione tradizionale è la credenza negli spiriti maligni (detti malasai) che possono portare ogni tipo di guai e nel potere degli stregoni, che possono provocare danni con i loro rituali, che possono essere combattuti con un contro-rituale.

### Altre religioni
In Papua Nuova Guinea sono presenti la religione bahai e il buddhismo. Vi sono anche piccoli gruppi che seguono la religione popolare cinese, l'islam, l'induismo, l'ebraismo e alcuni nuovi movimenti religiosi (fra cui i cosiddetti culti del cargo).